# Lorenzo Ardid

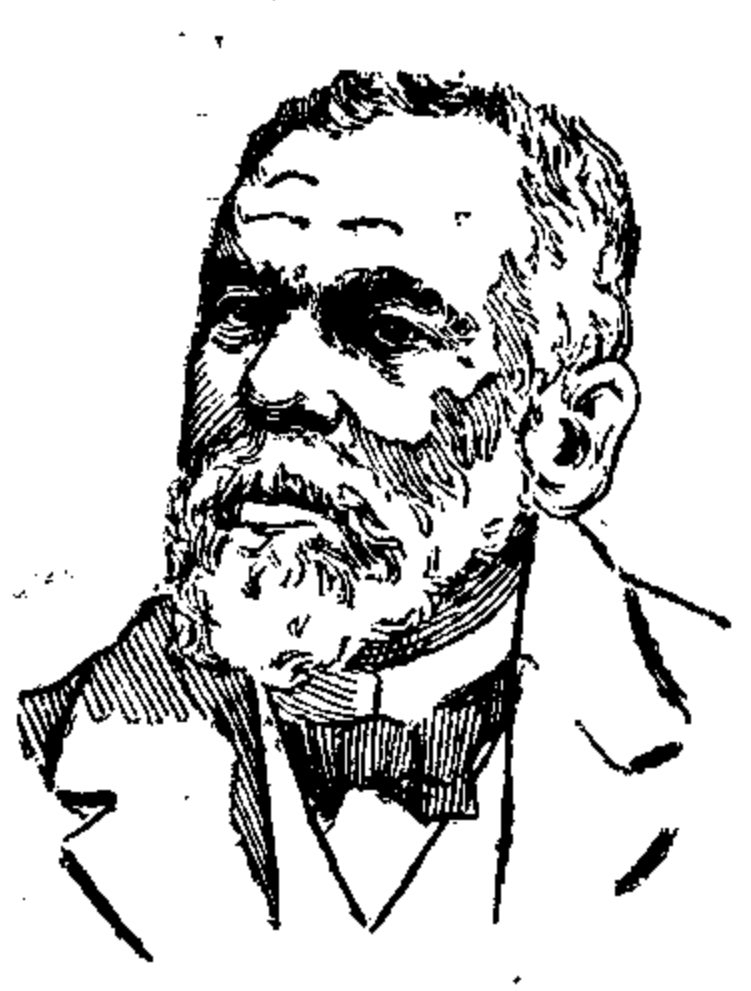
Retrato de Lorenzo Ardid

Lorenzo Ardid Bernal (Herrera de los Navarros, 1844-Barcelona, 1914) fue un médico y político republicano aragonés.

## Biografía
Nacido en la localidad zaragozana de Herrera, se licenció en medicina y luchó como teniente en la tercera guerra carlista. Se estableció en Barcelona y practicó la medicina, distinguiéndose por no cobrar a los pacientes más pobres. Inicialmente militó en el Partido Republicano Democrático Federal, pero después se desengañó y fue miembro del Partido Republicano Radical de Alejandro Lerroux. En 1909 fue el encargado de dirigir las actividades obreras de su partido, cosa que lo enfrentó con los anarquistas de la Solidaridad Obrera. También fue concejal del Ayuntamiento de Barcelona.
Durante la Semana Trágica se entrevistó con Francisco Ferrer y Guardia y se desvinculó de los hechos, pero aun así fue detenido bajo la acusación de promover la quema de conventos. Después se distinguió como uno de los acusadores de Ferrer y Guardia. Falleció el 24 de julio de 1914 en Barcelona.